# Casa de Mindaugas
Casa de Mindaugas a fost prima casă regală al Marelui Ducat al Lituaniei, începând cu Mindaugas, primul suveran cunoscut al Lituaniei. A fost încoronat rege al Lituaniei în 1253 și asasinat zece ani mai târziu. Relațiile sale familiale cunoscute se sfârșesc cu copii; nu există date despre strănepoții sau relațiile cu Gediminzii, o dinastie de suverani ai Lituaniei și Poloniei care a început Butegidis în cca. 1285 și s-a sfârșit cu Sigismund al II-lea Augustus în 1572.
Istoricii fac presupuneri considerabile pentru a încerca să reconstitui arborele genealogic complet din cauza surselor extrem de puțin scrise despre istoria Lituaniei timpurii. Problemă este și mai complicată datorită genealogiilor secolelor XVI - XVII, cea mai cunoscută fiind Cronica Bychowiec, în care legendele și faptele sunt amestecate într-una singură. Legende despre dinastia Palemono, o familie nobilă din Imperiul Roman, care s-a stabilit în Lituania și a dat naștere Ducatului, sunt destul de cunoscute și răspândite în aceste genealogii. Adevăratele date istorice provin de la cronici ruși și livonieni, cea mai importantă dintre acestea fiind Codexul Hypatian.